# Pa Modou Kah
Pa Modou Kah, född den 30 juli 1980 i Banjul i Gambia, är en norsk före detta professionell fotbollsspelare- och senare tränare. Han är tränare i Canadian Premier League-klubben Pacific FC.

## Spelarkarriär
Kah inledde sin seniorkarriär för Vålerenga i Norge och spelade sedan för svenska AIK. Han kom till AIK under säsongen 2003. Kah fick aldrig chansen att visa sin kapacitet i AIK eftersom laget alltid fick jobba i brant uppförsbacke. Andra säsongen hamnade AIK till slut på nedflyttningsplats (13/14) och Kah lämnade för spel i Roda i nederländska Eredivisie.
Kah flyttade till Al-Khor i Qatar 2011, där han även var utlånad en säsong till Qatar SC. Han gjorde sedan en säsong för Al-Wehda i Saudiarabien innan flytten 2013 gick till Portland Timbers i MLS. Från och med 2015 spelar han för Vancouver Whitecaps.
Kah spelade även 10 matcher och gjorde ett mål för det norska landslaget.

## Tränarkarriär
Den 14 januari 2020 blev Kah utsedd till ny huvudtränare i kanadensiska Pacific FC.